# إصفورن ياباني
إصفورن ياباني (الاسم العلمي:Isopyrum japonicum) هو نوع غير مؤكد من النباتات يتبع جنس الإصفورن من الفصيلة الحوذانية.